# Гнилая Оржица
Гнила́я О́ржица (укр. Гнила́ О́ржиця) — река на Украине. Протекает по территории Броварского и Бориспольского району Киевской области и Лубенского району Полтавской области Украины.
Гнилая Оржица берёт начало у села Счастливое из системы мелиоративных каналов. Течёт преимущественно на юго-восток.
Длина реки около 98 км (в пределах Киевской области — 38 км, Полтавской — 60 км). Долина — корытообразная, широкая и неглубокая. Русло слабоизвилистое, во многих местах — выпрямленное и канализированное. На некоторых участках вырыты новые (искусственные) русла для реки.
Воду используют для водоснабжения и орошения, существует рыболовство. Впадает в р. Оржица, правый приток Сулы возле западной окраины села Савинцы.
Название «Гнилая Оржица» происходит от древнерусского слова ръжица, корнем которого является ржа — ржавчина. Название, возможно, получила из-за цвета воды: течение реки медленное, в её заплаве много болот.
В рейтинге самых грязных рек Полтавщины, составленном на основе комбинаторного индекса загрязнения (КИЗ) с учетом 10 показателей, Гнилая Оржица занимает 9 место среди 16 самых грязных рек Полтавщины